# Rob Andrews

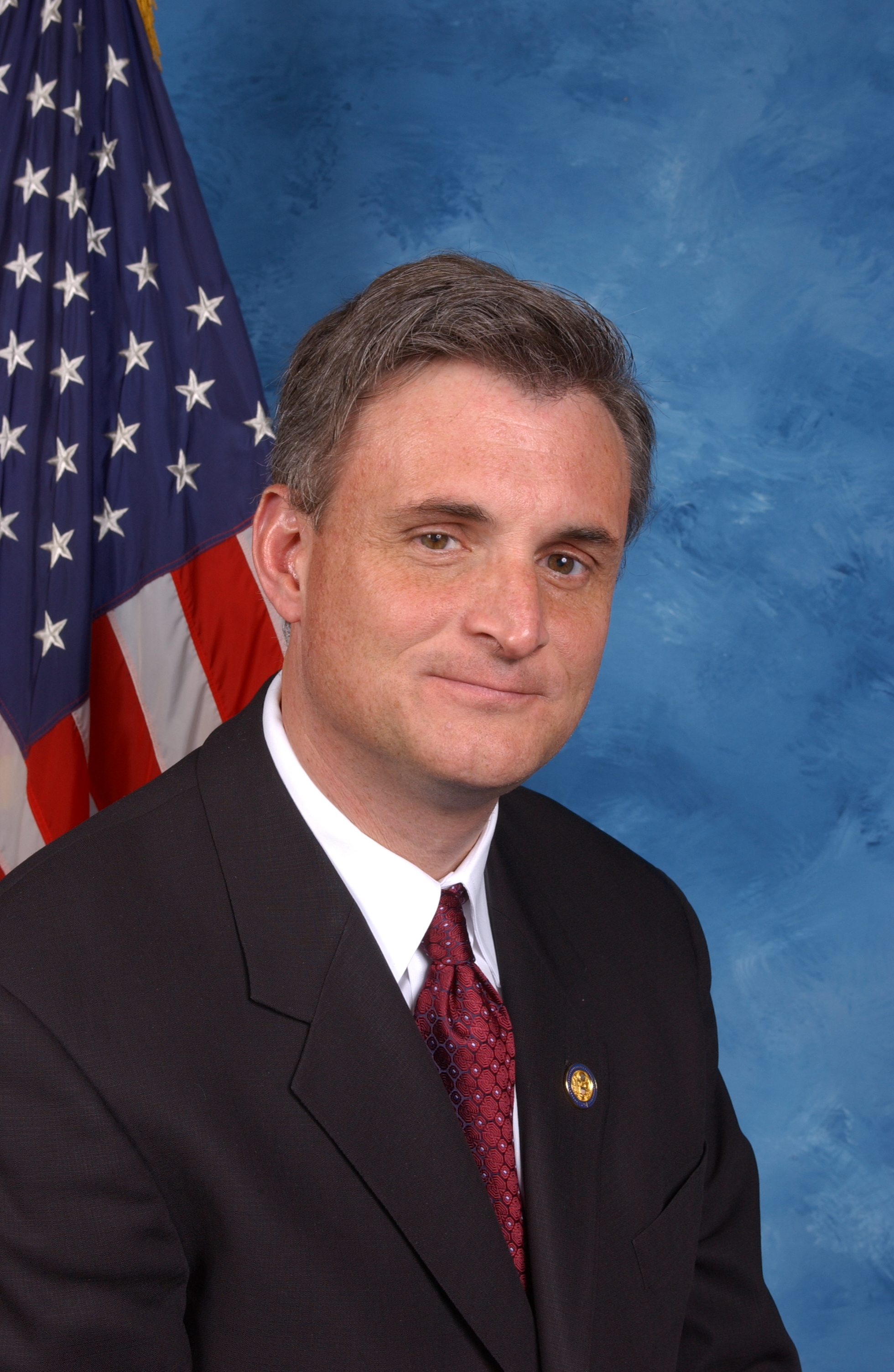
Rob Andrews

Robert Ernest "Rob" Andrews, född 4 augusti 1957 i Camden, New Jersey, är en amerikansk demokratisk politiker. Han representerade delstaten New Jerseys första distrikt i USA:s representanthus 1990–2014.
Andrews avlade 1979 grundexamen vid Bucknell University och 1982 juristexamen vid Cornell University.
Kongressledamoten James Florio avgick 1990 för att tillträda som guvernör i New Jersey. Andrews vann fyllnadsvalet för att efterträda Florio i representanthuset.
Andrews meddelade att han inte skulle kandidera till omval i kongressvalet i USA 2008. Han utmanade i stället sittande senatorn Frank Lautenberg i demokraternas primärval inför senatsvalet. Hustrun Camille Andrews vann primärvalet för att efterträda Rob Andrews i representanthuset, medan maken förlorade sitt primärval mot Lautenberg. Camille Andrews drog sin kandidatur tillbaka i september 2008. Rob Andrews gick sedan med på att kandidera till omval i alla fall. Han omvaldes med 72% av rösterna trots att det förekom kritik mot hustruns tillbakadragna kandidatur.
Han är gift med Camille och har två barn.